# تترافلورید توریم
تترافلورید توریم (به انگلیسی: Thorium tetrafluoride) با فرمول شیمیایی ThF۴ یک ترکیب شیمیایی است. که جرم مولی آن 308.03 g/mol می‌باشد. شکل ظاهری این ترکیب، بلورهای سفید است.